# The Carpal Tunnel of Love
The Carpal Tunnel of Love è una canzone dei Fall Out Boy, pubblicata come singolo digitale il 13 dicembre 2006 come primo estratto del terzo album della band Infinity on High.

## Video musicale
Il video è stato realizzato da Kenn Navarro, produttore della serie a cartoni animati Happy Tree Friends, ed è stato pubblicato sul sito web dei Fall Out Boy il 6 febbraio 2007. Nel video compaiono anche i membri del gruppo stilizzati come i personaggi della serie.

## Tracce
1. The Carpal Tunnel of Love – 3:24 (musica: Patrick Stump, Joe Trohman, Pete Wentz, Andy Hurley, Wesley Eisold)

## Formazione
- Patrick Stump - voce, chitarra
- Pete Wentz - basso, cori
- Andrew Hurley - batteria
- Joe Trohman - chitarra, cori

## Classifiche
| Classifica (2006) | Posizione massima |
| ----------------- | ----------------- |
| Stati Uniti       | 81                |